# Synagoge (Banja Luka)

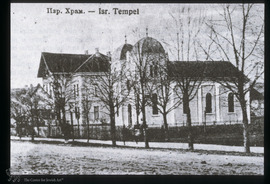
Synagoge in Banja Luka

Die Synagoge in Banja Luka, einer Stadt in Bosnien und Herzegowina, wurde 1884 errichtet. Die Synagoge wurde für die aschkenasische jüdische Gemeinde gebaut.
In Banja Luka lag vor 1941 der Anteil der jüdischen Bevölkerung bei fünf Prozent. Der überwiegende Teil der jüdischen Bevölkerung wurde während des Holocausts ermordet.
Beim Erdbeben von 1969 wurde die Synagoge zerstört.